# サラ・ストーリー
デイム・サラ・ストーリー（Dame Sarah Storey、1977年10月26日 - ）は、イギリスの女子パラリンピック選手。競泳と自転車競技で活動。イングランド・グレーター・マンチェスター出身。

## 来歴
胎内時に、母親の子宮内で臍の緒が左手に絡みついたため、結果、左手を喪失した状態で生誕した。リーズ・メトロポリタン大学、スポーツ科学部出身。
1992年から2004年までの間に行われた夏季パラリンピックに、競泳選手として全大会出場を果たし、金メダル5個、銀メダル8個、銅メダル3個を獲得。そして、2005年よりパラサイクリングの活動を開始。
2007年、タンデム自転車のパイロットであり、当人のコーチを務めるバーニー・ストーリーと結婚。2008年の北京パラリンピックでは自転車競技選手として参加することになった。結果、2種目で金メダルを獲得。さらに2012年に母国・イギリスで開催されたロンドンパラリンピックでは4種目で金メダルを獲得した。
2012年12月、デイム（Dame）の称号が与えられた。

## 主な実績

### 自転車競技
2006年
- IPC世界パラサイクリング選手権
  - 3km個人追抜 優勝(世界記録)
  - 個人タイムトライアル(ITT) 2位
  - ロードレース 2位
  - 500mタイムトライアル(500mTT) 3位

2007年
- 世界選手権自転車競技大会パラサイクリング2007
  - 3㎞個人追抜 優勝（世界記録）
  - 500mTT 3位

2008年
- 北京パラリンピック
  - 3㎞個人追抜 優勝（世界記録）
  - ITT 優勝

2009年
- 世界選手権自転車競技大会パラサイクリング2009
  - ITT 優勝
  - ロードレース 優勝
  - 3㎞個人追抜 優勝
  - 500mTT 優勝

2010年
- 世界選手権自転車競技大会パラサイクリング2010
  - ITT 優勝
  - ロードレース 優勝

2011年
- 世界選手権自転車競技大会パラサイクリング・トラックレース2011
  - 3㎞個人追抜 優勝
  - 500mTT 優勝
- 世界選手権自転車競技大会パラサイクリング・ロードレース2011
  - ITT 優勝
  - ロードレース 優勝

2012年
- 世界選手権自転車競技大会パラサイクリング・トラックレース2012
  - 3㎞個人追抜 優勝
  - 500mTT 優勝
  - チームスプリント 2位
- ロンドンパラリンピック
  - 3㎞個人追抜 優勝（世界記録）
  - 500mTT 優勝
  - ITT 優勝
  - ロードレース 優勝